# Bongianni degli Amidei

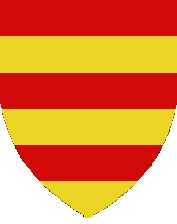
Stemma della famiglia degli Amidei

Bongianni degli Amidei (Firenze, ... – ...; fl. XII secolo) era membro della nobile e antica famiglia degli Amidei.

## Biografia
Probabilmente figlio del console civitatis fiorentino Amideus, che ricopriva tale carica nell'anno 1174 . Nel 1182 messer Bongioanni Bongianni fu nominato anch'egli console civitatis a Firenze.
Si sa assai poco di questo periodo della storia fiorentina cosiddetto "consolare" si conoscono pochi nomi di consoli (la carica consolare  era la massima carica comunale) quindi le nomine di questi due Amidei collocano la famiglia tra le principali della città di Firenze in quel periodo.
Gli Amidei avevano tutte le loro proprietà nei pressi di Firenze, come il castello di Mugnana.
Ebbe come figlio Amedeo degli Amidei.

Bongianni è ricordato nella cronaca dello scrittore Brunetto Latini: 
«Anno Mclxxxij. I Fiorentini presero per forza Montegrossoli; ed in Firenze fue grandissimo caro, che allo staio del grano valse soldi viij. A questo tempo era consolo di Firenze messer Bongianni Amidei e messer Uberto Infangati.» 